# متنزه ستوني بروك الحكومي
متنزه ستوني بروك الحكومي، هو حديقة عامة مساحتها تبلغ 568 فدانًا (2.30 كيلومتر مربع)، وتقع في مقاطعة ستوبين، نيويورك.

## تاريخ
أصبح متنزه ستوني بروك مكانًا سياحيًا صيفيًا في أواخر القرن التاسع عشر، بعد بناء خط سكة حديد في عام 1883.انخفض المنتجع بحلول عشرينيات القرن الماضي. أعادت ولاية نيويورك إحياء المنطقة من خلال شراء الأرض وإنشاء المتنزه في عام 1928.
تم تعزيز ستوني بروك في الثلاثينيات من خلال التحسينات التي أنشأها فيلق الحفظ المدني وإدارة تقدم الأشغال. يتضح أثر هذه البرامج الحكومي في جميع أنحاء المتنزه في شكل مسارات المشي والجسور ومناطق التنزه والمباني.

## وصف مرافق المتنزه
عامل الجذب المميز للمتنزه هو جدول مسمى، وهو مثال على تيارات صغيرة ما بعد الجليدية في منطقة فينقر ليكس. والخلجان الصغيرة وتحتمل في هذا الخفض المجال من خلال البحيرات العظمى الجرف - التالية تراجع العصر الجليدي الأنهار الجليدية، وخلق عميق، ضيقة الوديان، مع العديد من الشلالات، التي يمكن الوصول إليها بشكل غير مألوف.
في البداية 250 أكر (1.0 كـم2)، تبلغ 568 أكر (2.30 كـم2)، يوفر مسبحين يغذيان بالتيار، وطاولات نزهة وأجنحة، وملعبًا،ومسارًا طبيعيًا، والمشي لمسافات طويلة وصيد الأسماك وصيد القوس (الغزلان)،ومخيمًا مع مواقع الخيام والمقطورات،والتزلج الريفي على الثلج يحتوي المتنزه على مدخل علوي وسفلي، متصل فقط بالطريق 36 والممرات.
كما هو الحال مع بعض المتنزهات الأخرى في المنطقة، مثل متنزه فيلمور جلين ستيت بارك وروبرت إتش تريمان ستيت بارك وبترميلك فولز ستيت بارك، يتميز المتنزه بحوض سباحة شبه طبيعي،تم إنشاؤه بواسطة سد صغير تم تشييده في الروافد السفلية من الدفق.

## روابط خارجية
- New York State Parks: Stony Brook State Park
- Dansville Public Library: Stony Brook State Park